# Pesten i Aten
Pesten i Aten var en epidemi som ägde rum i den klassiska stadsrepubliken Aten i tre vågor under det peloponnesiska kriget 430–426 f.Kr. Dess exakta natur är okänd. Den ledde till mellan 75 000 och 100 000 människors död och gjorde ett djupt intryck på Aten och dess historia. Pesten kom till Aten från dess hamn Pireus till ett Aten som just då var mycket trångbott på grund av de många krigsflyktingarna. Epidemin tycks också ha förekommit parallellt i det övriga östra Medelhavsområdet vid samma tid, men inte med lika allvarliga effekter som i Aten.